# Miskolc nembeli I. Füle
Miskolc nembeli I. Füle (vagy File, latinul: Phyle, ? – 1249. január 20. előtt) a Miskolc nemzetségből származó magyar főnemes, a nemzetség Mikolai ágának alapítója. 1231-ben Kálmán herceg jegyzője, 1237-től 1241-ig pedig kancellárja volt, majd 1237–1245 között zágrábi prépost.

## Családja
Füle testvérei Tamás és Péter voltak, akik közül Tamás ispán nevét „Comes de Chay” néven írták. Ő az Abaúj vármegyei Csájon (ma Alsó- és Felsőcsáj) lakott, de 1259-körül már Valkó vármegyében élt, mivel ekkor már az ide való Kórógyi család becsüseként említették. Unokaöccsei, II.
Füle és I. Lőrinc vitézül harcoltak a dürnkruti csatában, illetve Rohrau mellett az osztrák herceg ellen. A nemzetség tagjaiból Borsod vármegyei ispánok is lettek. Füle zágrábi prépost fivérének, Tamás ispánnak fia, I. vagy Szőke Miklós 1265 előtt megszökött azzal a 300 márka ezüsttel, amelyet István ifjabb királytól kapott, hogy átadja rokonának, Panyitnak a tatárokhoz menő követség céljaira. István ezért megfosztotta a mikolai ágat eredeti birtokaitól, és 1268-ban Panyit fiainak adományozta őket. Ettől az időponttól a mikolai ágbeliek szerepe megszűnt Miskolc vidékén. Tamás fiai és testvére Valkó vármegyében húzták meg magukat. Később utódaik a Dunántúlon szereztek nagyterjedelmű birtokokat, és dunántúli nemesekké váltak.

## Élete
Füle 1231-ben tűnik fel először a korabeli forrásokban, amikor Kálmán herceg jegyzőjeként ő írja a Valkóvárnak kiváltságot adó oklevelet. 1236-tól a zágrábi káptalan (kaptol) feje és egyben (1241-ig) Kálmán herceg kancellárja volt. 
Füle birtokait először Miskolc környékén szerezte, majd 1237-től Valkó vármegyében, főleg a Valkó folyó mellett. 1234-ben a Miskolc nembeli Miklós fia Mikó örökölt földjét, Mályit 60 márkáért File mesternek és Farkaspataki comesnek zálogosítja el. Kálmán herceg 1237-ben egyes magyarországi birtokaikért cserébe neki és testvérének, Tamásnak adományozta a Valkó megyei Heyrik (Heyrek) és Lidrovci (Luder) birtokokat. Az adományozást 1244. október 29-én IV. Béla király megerősítette. 1239-ben Füle néhány Pakrác környéki földet elcserélt Ábrahám marócai ispánnal. 
1242. október 3-án testvéreivel, Tamással és Péterrel IV. Bélától új Valkó megyei birtokokat kapott. A Mikola (Mycola) és Marince (Maria) nevű birtokok a mai Vukovár melletti azonos nevű falu területén feküdtek és még Kálmán herceg ígérte őket Fülének, azoknak a földeknek a szomszédságában, amelyeket Füle még 1237-ben kapott, és ahol 1244 elején a Halmos nevű birtokot is vásárolta. 1244-ben File zágrábi prépost, továbbá Tamás és Péter, mindannyian a Miskolc nemből, egyezséget kötnek, hogy ha Jakab a Muhor fia a tatár fogságból kikerül, a mályi birtokban részt kap. 1245-ben az egri káptalan bizonyságlevele szerint Ponit fia Ponit Miskolcon levő birtokát File zágrábi prépostnak adja el. 1247-ben testvéreivel együtt a várjobbágyoktól vár építésére megvásárolta Dédest. 1254-ben az időközben elkészült várnak már az Ákos nembeli Ernye volt a birtokosa. Füléék korábban eladták többi borsodi birtokukkal együtt és inkább Valkó megyében próbálták megvetni a lábukat. A 13. század első felében a bódvai bencés monostor kegyúri jogait is Füle birtokolta.
1244-ben hadvezéri képességeit is bizonyítani kellett, amikor a fellázadt Spalato elleni hadjáratban a Türje nembeli Dénes bán vezette királyi had egyik, a várost ostromló seregrészét vezette. Fülét, mint parancsnokot külön is megemlíti leírásában Tamás spalatói főesperes „Historia Salonitanorum Pontificum atque Spalatensium” című történeti művében. Amikor a spalatóiak a több napos ostrom után (július 12–19.) megadták magukat, Füle a békekötés mellett foglalt állást.  1245-ben Füle képviselte IV. Bélát, amikor új birtokosként Miklós és Tamás ispánok fiait bevezette Rakovac birtokába, 1247-ben pedig a zágrábi káptalan küldöttségét vezette a királyhoz azzal a kéréssel, hogy a káptalannak adományozzon földet a zágrábi Gradec-hegyen, hogy azon várat építhessen a káptalani birtok védelmére. A király még az év szeptember 11-én kiadta az adománylevelet a kért területre, és azon fel is épült a toronyvár, mely a „Popov toranj” nevet kapta. Ugyanekkor a király megerősítette a káptalannak 1225-ben kiadott adománylevelét egy, a mai Varasdfürdő területén fekvő birtokra.
Fülét utoljára egy, a zágrábi káptalan, mint hiteleshely előtt kötött 1249-es adásvételi szerződés említi, amelyben Fülét egyes horvát történészek (Ivan Kukuljević Sakcinski, Nada Klaić) Fülöp zágrábi püspökkel azonosítják. 1249. január 20-án a király a mai Vukovár melletti Szvinyarevce területén fekvő Mikola („terra Micola”) és Szentmárton („terra sancti Martini”) birtokokat adományozza a néhai Füle („Fila quondam Zagrabiensis prepositus csontmemorie”) testvéreinek, Tamásnak és Péternek. Tehát ekkor Füle már nem volt az élők sorában. 
Az 1237 és 1249 között Fülének és testvéreinek adott Valkó vármegyei összes birtok, valamint a Tamás leszármazottai által szerzett birtokok, melyet a Valkó (Vuka) és a Báza (Bosut) folyók közötti területen helyezkedtek el, ennek a nemzetségnek a tulajdonában maradtak egészen annak kihalásáig, 1427-ig, amikor valamennyi itteni birtok a Garaiaké lett.